# فینال جام اتحادیه فوتبال انگلستان ۱۹۷۷
فینال جام اتحادیه فوتبال انگلستان ۱۹۷۷، رقابت پایانی جام اتحادیه فوتبال انگلستان در سال ۱۹۷۷ میلادی است که مابین دو تیم باشگاه فوتبال استون ویلا و باشگاه فوتبال اورتون برگزار شده‌است.
این فینال پس از انجام دو بازی که با نتیجه مساوی به پایان رسیده بود، در سومین دیدار که در تاریخ ۱۳ آوریل ۱۹۷۷ انجام شده‌است با نتیجه ۳ بر ۲ به سود تیم باشگاه فوتبال استون ویلا به پایان رسید.